# Chi (Kana)
ち (Hiragana) und チ (Katakana) sind japanische Zeichen des Kana-Systems, die beide jeweils eine Mora repräsentieren. In der modernen japanischen alphabetischen Sortierung stehen sie an 17. Stelle.
| Form                                        | Rōmaji                                     | Hiragana        | Katakana        |
| ------------------------------------------- | ------------------------------------------ | --------------- | --------------- |
| Normal ch/t- (さ行 sa-gyō)                  | chi, ti                                    | ち              | チ              |
| Normal ch/t- (さ行 sa-gyō)                  | chii (tii) chī (tī), chih (tih)            | ちい, ちぃ ちー | チイ, チィ チー |
| Zusätzliches Dakuten j/(d)/z- (ザ行 za-gyō) | ji (di), zi                                | ぢ              | ヂ              |
| Zusätzliches Dakuten j/(d)/z- (ザ行 za-gyō) | jii (dii), zii jī (dī), zī, jih (dih), zih | ぢい, ぢぃ ぢー | ヂイ, ヂィ ヂー |

## Varianten
Die Kana können mit den Dakuten, zu ぢ in Hiragana, ヂ in Katakana, und damit di in dem Hepburn-System, erweitert werden.

## Strichfolge

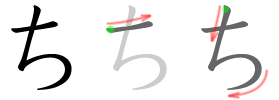
Strichfolge für ち

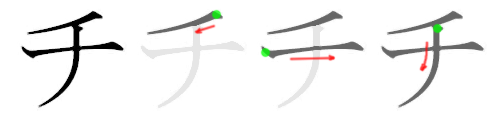
Strichfolge für チ

|  |  |

## Weitere Darstellungsformen
- In japanischer Brailleschrift:
- Der Wabun-Code ist ・・－・.
- In der japanischen Buchstabiertafel wird es als „千鳥のチ“ (Chidori no Chi) buchstabiert.